# Hildebrandspriset
Hildebrandspriset är ett svenskt pris inom arkeologi, instiftat av Svenska fornminnesföreningen år 1934.
Till minne av riksantikvarierna Bror Emil Hildebrands och sonen Hans Hildebrands banbrytande, vetenskapliga insatser främst inom nordisk arkeologi och medeltidsforskning, inklusive numismatik, donerades år 1934 15 000 kronor till Svenska fornminnesföreningen för att skapa Hildebrandspriset, att utdelas till en eller flera pristagare. Prissumman har under 2000-talet varierat mellan 40 000 och 50.000 kronor. Fornminnesföreningens styrelse jämte Riksantikvarien beslutar vem som skall få priset. Priset utdelades första gången 1936 och har sedan utdelats olika år.
Utöver detta pris utdelar Svenska fornminnesföreningen även hedersutmärkelsen Monteliusmedaljen.

## Pristagare
- 1936 – Erik Lundberg
- 1939 – Artur Nordén
- 1941 – Bengt Thordeman
- 1944 – Karl Esaias Sahlström
- 1947 – Sven B.F. Jansson
- 1951 – Toni Schmid
- 1952 – Ragnar Blomqvist
- 1955 – Lili Kaelas
- 1957 – Aron Andersson
- 1958 – Hans Andersson
- 1960 – Birger Nerman
- 1963 – Nils Gustaf Gejvall
- 1964 – Nils Sundquist
- 1965 – Wilhelm Holmqvist
- 1966 – Rune Norberg
- 1968 – Agnes Geijer
- 1970 – Andreas Oldeberg och Andreas Lindblom
- 1972 – Mårten Stenberger och Bengt Söderberg
- 1973 – Armin Tuulse och Ivar Andersson
- 1974 – Erik Nylén
- 1975 – Ragnhild Boström
- 1977 – Bengt Cnattingius
- 1978 – Anders W. Mårtensson
- 1979 – Carl Otto Nordström
- 1980 – Åke Hyenstrand
- 1981 – Gunnar Svahnström
- 1982 – Brita Malmer och Mats P. Malmer
- 1983 – Lennart Karlsson
- 1984 – Märta Strömberg
- 1985 – Erland Lagerlöf och Marian Ullén
- 1986 – Evert Baudou och Hans Andersson
- 1987 – Sven Axel Hallbäck och Peter Tångeberg
- 1988 – Stig Welinder
- 1989 – Anna Nilsén och Peter Sjömar
- 1990 – Klas Göran Selinge och Peter Sawyer
- 1991 – Åke Nisbeth
- 1992 – David Damell och Gustaf Trotzig
- 1993 – Lars O. Lagerqvist
- 1994 – Agneta Lundström
- 1995 – Lars Sjöberg och Ursula Sjöberg
- 1996 – Björn Ambrosiani
- 1997 – Mereth Lindgren
- 1998 – Ulf Erik Hagberg
- 1999 – Gunilla Åkerström-Haugen
- 2000 – Mats Burström och Anders Carlsson
- 2001 – Jan Svanberg
- 2002 – Ingmar Jansson och Noel Broadbent
- 2003 – Inger Estham
- 2004 – Birgit Arrhenius
- 2005 – Christian Lovén
- 2010 – Torun Zachrisson
- 2011 – Carina Jacobsson
- 2012 – Maja Hagerman
- 2013 – Göran Dahlbäck och Olle Ferm
- 2014 – Kent Andersson
- 2015 – Herman Bengtsson
- 2016 – Bente Magnus
- 2017 – Kersti Markus
- 2018 – Charlotte Fabech och Ulf Näsman
- 2019 - Magnus Källström[1]
- 2020 - Elisabeth Arwill-Nordbladh[2]
- 2022 - Fredrik Hallgren[3]
- 2023 – Margareta Kempff Östlind
- 2024 – Ola Wolfhechel Jensen